# Maghrebunionen

Maghrebunionens emblem.

Karta med Maghrebunionens medlemsländer

Arabiska Maghrebunionen (arabiska; اتحاد المغرب العربي) är en politisk union som grundades 1989 mellan staterna i Stormaghreb, det vill säga Algeriet, Libyen, Marocko, Mauretanien och Tunisien. Samtliga unionens medlemsstater är också medlemmar i Arabförbundet och i Afrikanska unionen. Dess syfte är att stärka banden mellan medlemsstaterna.